# Russian Government Cup 2002
Russian Government Cup 2002 spelades 20-24 mars 2002 i Archangelsk i Ryssland . Turneringen vanns av Ryssland. Ett ryskt andralandslag deltog som utfyllnadslag.
Turneringen var ursprungligen tänkt att spelas i Syktyvkar, men flyttades senare till Archangelsk.

## Matcher
- 20 mars 2002: Ryssland II-USA 12-0 Archangelsk, Ryssland
- 20 mars 2002: Finland-Sverige 1-1 Archangelsk, Ryssland
- 20 mars 2002: Ryssland-Norge 9-1 Archangelsk, Ryssland
- 21 mars 2002: Ryssland II-Sverige 0-1 Archangelsk, Ryssland
- 21 mars 2002: Finland-Ryssland 2-7 Archangelsk, Ryssland
- 21 mars 2002: USA-Sverige 0-15 Archangelsk, Ryssland
- 21 mars 2002: Ryssland II-Norge 12-1 Archangelsk, Ryssland
- 21 mars 2002: Ryssland-USA 14-0 Archangelsk, Ryssland
- 21 mars 2002: Finland-Norge 4-1 Archangelsk, Ryssland
- 22 mars 2002: Norge-USA 7-2 Archangelsk, Ryssland
- 22 mars 2002: Ryssland-Sverige 4-2 Archangelsk, Ryssland
- 22 mars 2002: Ryssland II-Finland 3-3 Archangelsk, Ryssland
- 22 mars 2002: Sverige-Norge 7-1 Archangelsk, Ryssland
- 22 mars 2002: Finland-USA 8-1 Archangelsk, Ryssland
- 22 mars 2002: Ryssland-Ryssland II 2-2 Archangelsk, Ryssland

### Sluttabell
| Nr | Lag        | S | V | O | F | GM | IM | MS  | P |
| -- | ---------- | - | - | - | - | -- | -- | --- | - |
| 1  | Ryssland   | 5 | 4 | 1 | 0 | 36 | 7  | +29 | 9 |
| 2  | Sverige    | 5 | 3 | 1 | 1 | 26 | 6  | +20 | 7 |
| 3  | Ryssland-2 | 5 | 2 | 2 | 1 | 29 | 7  | +22 | 6 |
| 4  | Finland    | 5 | 2 | 2 | 1 | 18 | 13 | +5  | 6 |
| 5  | Norge      | 5 | 1 | 0 | 4 | 11 | 34 | −23 | 2 |
| 6  | USA        | 3 | 0 | 0 | 3 | 5  | 28 | −23 | 0 |

## Slutspel

### Match om femte pris
- 23 mars 2002:
 Norge -  USA 19-1
 Archangelsk, Ryssland

### Semifinaler
- 23 mars 2002: 
 Sverige -  Ryssland-2 3-5
 Archangelsk, Ryssland
- 23 mars 2002: 
 Ryssland -  Finland 10-1 
Archangelsk, Ryssland

### Match om tredje pris
- 24 mars 2002: 
 Sverige -  Finland 4-5
 Archangelsk, Ryssland

### Final
- 24 mars 2002: 
 Ryssland -  Ryssland-2 5-2
 Archangelsk, Ryssland

### Fotnoter
1. ↑  ”Norges Bandyforbund mars 2002 - A-landslaget i Russian Government Cup”. Arkiverad från originalet den 11 mars 2009. https://web.archive.org/web/20090311130949/http://www.bandyforbundet.no/bandy/mar2002.asp. Läst 21 september 2008.
2. ↑  ”Nytt "köld-VM" i Ryssland”. Sportbladet. 9 februari 2002. http://www.aftonbladet.se/sportbladet/bandy/article10258613.ab. Läst 7 mars 2014.